# Marjeta Drobnič
Marjeta Drobnič, slovenska prevajalka, * 30. junij 1966, Ljubljana.
V Ljubljani je obiskovala Osnovno šolo Prežihov Voranc. Diplomirala je na Filozofski fakulteti Univerze v Ljubljani.
Prevaja iz slovenščine v španščino in obratno. Za prevod romana Vročica in sulica avtorja Javierja Maríasa je leta 2011 prejela nagrado esAsi (Španija v Sloveniji), ki jo podeljuje špansko veleposlaništvo v Ljubljani.